# Parafia św. Franciszka z Asyżu i św. Piotra z Alkantary w Namysłowie
Parafia św. Franciszka z Asyżu i św. Piotra z Alkantary – rzymskokatolicka parafia położona przy Skwerze Kardynała Wyszyńskiego 2 w Namysłowie. Parafia należy do dekanatu Namysłów zachód w archidiecezji wrocławskiej. Obsługiwana jest przez księży archidiecezjalnych.

## Historia parafii
Parafia została erygowana 27 czerwca 1992 roku przez kardynała Henryka Gulbinowicza, metropolitę wrocławskiego. W grudniu 1992 roku nowo powstała parafia otrzymała zabudowania klasztorne przylegające do kościoła, które zostały przystosowane na kancelarię parafialną, plebanię oraz wikariat dla księży.
Proboszczem parafii jest ks. dr Bartosz Barczyszyn.

## Zasięg parafii
Parafię zamieszkuje 7388 osób, zasięgiem duszpasterskim obejmuje ona miejscowości:
- Ligotka,
- Smarchowice Małe

oraz ulice:
- 3 Maja,
- Armii Krajowej,
- Boczną, Bolesława Chrobrego, Braterską, Brzozową,
- Dąbrowskiego, Dąbrowskiej, Dębową, Długosza, Dubois (od numeru 14), Dworcową,
- Falskiego,
- Grunwaldzką,
- Iwaszkiewicza,
- Jagiellońską,
- Klonową, Kolejową, Komuny Paryskiej, Kościuszki, Kraszewskiego, Krzywą,
- Lipową,
- Narutowicza,
- Oleśnicką, Oławską,
- Piastowską, Plater, Podleśną, Prusa,
- Reja, Reymonta (od numeru 1 do 63 i od numeru 70 parzyste), Rynek (od numeru 7 do 19),
- Skwer Kard. Wyszyńskiego, Słoneczną, Skłodowskiej-Curie, Sosnową, Sycowską, Szkolną,
- Świerkową,
- Tęczową,
- Waryńskiego, Witosa, Wojska Polskiego, Wróblewskiego, Wybickiego,
- Żeromskiego.

### Inne kościoły, kaplice i domy zakonne
- kaplica szpitalna p.w. Trójcy Świętej,
- kaplica cmentarna przy ulicy Oławskiej w Namysłowie.

### Szkoły i przedszkola
- Publiczne Przedszkole nr 4 przy ul. Reymonta 5B,
- Publiczne Przedszkole nr 5 przy ul. Słonecznej 1,
- Publiczna Szkoła Podstawowa nr 1 im. Szarych Szeregów przy ul. 3 Maja 21,
- Publiczna Szkoła Podstawowa nr 2 z Oddziałami Dwujęzycznymi im. Marii Skłodowskiej-Curie przy ul. Reymonta 5,
- Publiczna Szkoła Podstawowa nr 4 z Oddziałami Integracyjnymi przy ul. Reymonta 34 (klasy I-VI),
- Zespół Szkół Mechanicznych im. Żołnierzy Września 1939 roku przy ul. Pułaskiego 10,
- Młodzieżowy Ośrodek Wychowawczy Towarzystwa Interwencji Społecznej przy ul. Piastowskiej 8,
- Dom Dziecka przy ul. Pułaskiego 1,
- Środowiskowy Dom Samopomocy Społecznej przy ul. Kolejowej 1,
- Szpital przy ul. Oleśnickiej 4.[2]

## Proboszczowie
- ks. Henryk Świerniak (1992–1995)
- ks. Marek Hula (1995–2011)
- ks. Jacek Dziadkiewicz (2011–2014)
- ks. Bartosz Barczyszyn (od 2015)[3]

## Grupy parafialne
- Żywy Różaniec,
- Rada Parafialna,
- Akcja Katolicka,
- Katolickie Stowarzyszenie Młodzieży,
- Eucharystyczny Ruch Młodych,
- Ruch „Światło-Życie”,
- Schola młodzieżowa,
- Schola dziecięca,
- Lektorzy,
- Ministranci,
- Wolontariat,
- Wspólnota Krwi Chrystusa[2].